# Brión
Brión település Spanyolországban, A Coruña tartományban. Brión Ames, Teo, Rois, Lousame, Noia, Outes és Negreira községekkel határos. Lakosainak száma 8197 fő (2024).

## Népesség
A település népessége az utóbbi években az alábbiak szerint változott:
| Lakosok száma | 6292 | 6684 | 6972 | 7205 | 7462 | 7519 | 7590 | 7837 | 7957 | 8197 |
|               | 2001 | 2004 | 2006 | 2009 | 2011 | 2014 | 2016 | 2019 | 2021 | 2024 |